# 前36世纪
| 千纪： | 前5千纪 \| 前4千纪 \| 前3千纪 |
| 世纪： | 前39世纪 \| 前38世纪 \| 前37世纪 \| 前36世纪 \| 前35世纪 \| 前34世纪 \| 前33世纪                                                         |
| 年代： | 前3590年代 \| 前3580年代 \| 前3570年代 \| 前3560年代 \| 前3550年代 \| 前3540年代 \| 前3530年代 \| 前3520年代 \| 前3510年代 \| 前3500年代 |

前3600年至前3501年的这一段期间被称为前36世纪。

## 重要事件、发展与成就
- 科学技术

- 战争与政治

- 公元前36世纪的天灾人祸

- 文化娱乐

苏美尔人开始使用楔形文字
- 疾病与医学

- 环境与自然资源